# Hathaway Motor Company
Hathaway Motor Company war ein US-amerikanischer Hersteller von Automobilen.

## Unternehmensgeschichte
Das Unternehmen wurde am 23. November 1979 in San Diego in Kalifornien gegründet. Andere Quellen nennen Santee in Kalifornien. 1981 begann die Produktion von Automobilen und Kit Cars. Der Markenname lautete Hathaway. 1984 endete die Produktion. Laut einer Quelle entstanden 15 Fahrzeuge.
Vintage Motor Works setzte die Produktion fort.

## Fahrzeuge
Das einzige Modell war der Hunter, der auf einen Entwurf von Mark Goyette von 1975 zurückging. Dies war ein Sportwagen im Stile britischer Fahrzeuge der 1950er Jahre wie dem Triumph TR 4 oder einem Morgan. Das Fahrgestell kam von Triumph. In Frage kamen TR 2, TR 3, TR 4, TR 5 und TR 6. Verschiedene Motoren von British Leyland trieben die Fahrzeuge an. Sie leisteten aus 2000 cm³ bis 2500 cm³ Hubraum zwischen 91 und 111 PS.